# Casa de raport de pe str. Veronica Micle, 5 (Chișinău)
Casa de raport de pe str. Veronica Micle, 5 este o clădire amplasată pe str. Veronica Micle, 5 în Chișinău, Republica Moldova. Este un monument arhitectural de importanță națională inclus în Registrul monumentelor Republicii Moldova ocrotite de stat cu nr. 89 (municipiul Chișinău). Datează din anii 1930.